# Хелмаджу
Хелмаджу (рум. Hălmagiu) — село у повіті Арад в Румунії. Адміністративний центр комуни Хелмаджу.
Село розташоване на відстані 340 км на північний захід від Бухареста, 99 км на схід від Арада, 95 км на південний захід від Клуж-Напоки, 119 км на північний схід від Тімішоари.

## Населення
За даними перепису населення 2002 року у селі проживали 1152 особи, з них 1151 особа (99,9%) румунів. Рідною мовою 1151 особа (99,9%) назвала румунську.

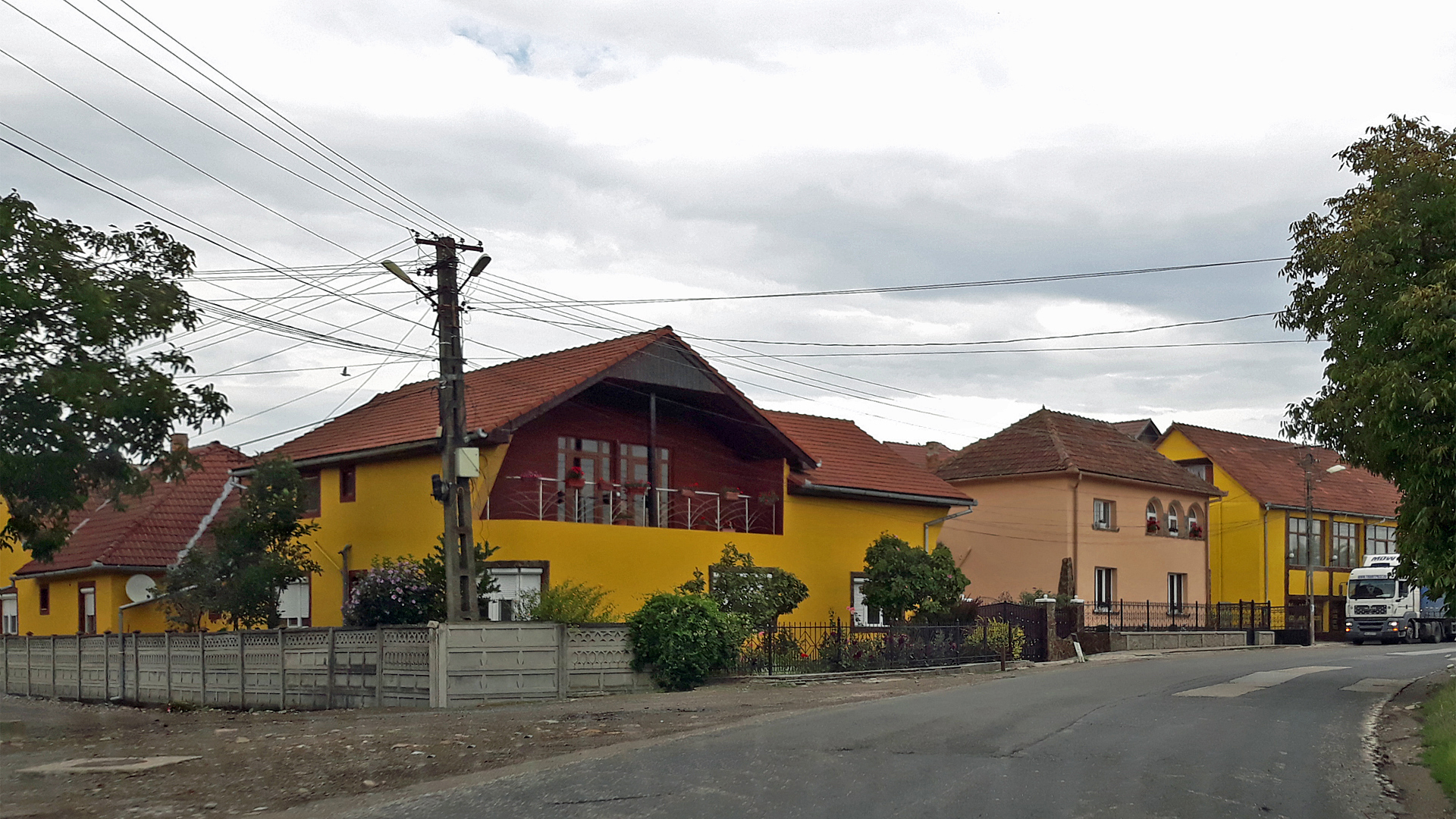
Село Хелмаджу, літо 2018 року
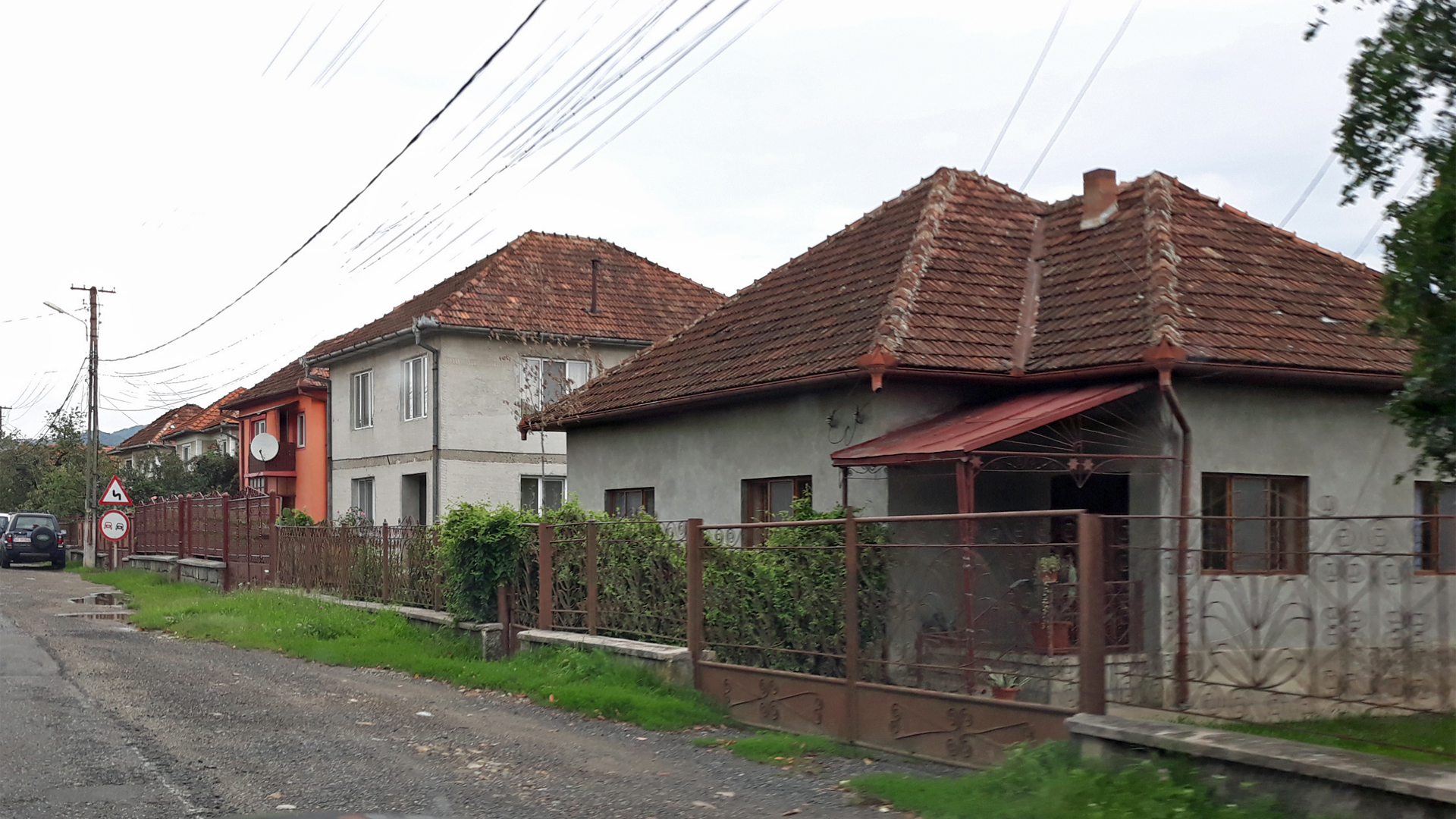
Хелмаджу, літо 2018 року